# ناتشو إلفيرا
ناتشو إلفيرا (بالإنجليزية: Nacho Elvira)‏ هو لاعب غولف أمريكي، ولد في 17 فبراير 1987 في مدريد في إسبانيا.

## وصلات خارجية
- ناتشو إلفيرا على موقع رابطة أوروبا للاعبي الغولف المحترفين (الإنجليزية)
- ناتشو إلفيرا على موقع التصنيف العالمي الرسمي للغولف (الإنجليزية)